# The Book of Unwritten Tales
The Book of Unwritten Tales è un videogioco d'avventura Punta e clicca sviluppato dalla software house tedesca King Art e pubblicato dalla HMH Interactive, dalla Crimson Cow e dalla Lace Mamba.

## Trama
Il videogioco è ambientato in un immaginario mondo in stile fantasy, dilaniato dalla guerra, in cui l'attempato archeologo gremlin Mortimer McGuffin nasconde il terribile segreto di un potente artefatto. Infatti chiunque entra in possesso del magico oggetto, è in grado di determinare il destino del mondo. Mentre l'Esercito delle Ombre invia i propri migliori e imbattibili agenti allo scopo di scoprire il segreto di Mortimer, tre eroi si trovano involontariamente nel bel mezzo della battaglia.